# 南明奈のスーパーマイルドセブン
南明奈のスーパーマイルドセブン（みなみあきなのスーパーマイルドセブン）は、フジテレビ系列で放送されていた『クイズ!ヘキサゴンII』内で結成されたユニット。
曲披露の際は、インラインスケートを履いて歌い踊っている。

## 概要
2008年12月10日放送分の冒頭で、番組司会の島田紳助が『光GENJI』を模したローラーブレードチームの結成を発表した。当初は紳助を含めて、全員参加のオーディションでメンバーを決めるというものだったが、翌週の12月17日放送分において南の加入が内定し、2009年1月2日放送分にてユニット名が発表された。
その後、同年2月4日放送分の後半で番組出演者限定でオーディションを開催し、メンバーが決定した。オーディションの内容はローラースケートの基本動作を披露するというものだった。
ただし、南は練習の成果を認められたため、オーディションでは「お手本」を披露した後、審査側に回った。審査員は南の他、カシアス島田、インストラクターの篠田淳、番組プロデューサーの神原孝の4人。
同オーディションには『クイズ!ヘキサゴンII』の常連出演者からユニット参加希望者計23名が受けたとされており、合格者が発表された2009年2月4日放送分では合格者の他に、アンガールズ（田中卓志・山根良顕）、大沢あかね、さとう里香、品川庄司（品川祐、庄司智春）、スザンヌ、ダンディ坂野、野久保直樹、板東英二、ますだおかだ（増田英彦、岡田圭右）、水野裕子、元木大介、矢口真里、ラサール石井、渡辺正行といった面々のオーディションや結果発表を受け取るシーンが放送されている。この時点では、『南明奈のスーパーマイルドセブン』ではなく、『南明奈とスーパーマイルドセブンだった』。
2009年6月24日放送分では、初となる番組冒頭での歌唱となった。また、当日出演していた芸能レポーターの井上公造は、ローラーブレードを用いる点について光GENJIとの類似点を指摘した。
なお、グループ名は日本たばこ産業 (JT) の紙巻きたばこ「マイルドセブン」（現：メビウス）とは無関係。また結成当時、リーダー格の南は未成年だった。
また、レギュラー放送の番組冒頭に、曲を披露するのはこのユニットのみだった（2ndシングルの「幸せになろう」は、2回とも番組冒頭に披露した）。
2011年11月に行われた『ヘキサゴンファミリーコンサート2011』をもって、事実上解散となった。

## メンバー
各メンバーの詳細は個別ページを参照。アニメキャラクターは白雪姫の小人を模したグラフィックで、里田まい with 合田家族と同じように描かれている。
オーディションの参加は男女問われなかったが、結果的に南以外はメンバーが全員男性となった。
■南明奈
リーダー兼メインボーカルで、当ユニットの紅一点。イメージカラーは赤。
グラビアアイドル。最初は全くといっていい程に滑れなかったが、コツコツと練習を重ねた努力が認められ、1人目のメンバーに選ばれる。
他の『ヘキサゴン』ユニットとして他に、「矢口真里とストローハット（2010年のヘキサゴンコンサート以降）」・「famille 〜ファミーユ〜」にも参加。
ただし、歌に関しては自他共認めるかなりの音痴であり、番組の司会である島田紳助によれば「全く歌えない」とされていた（ただし、ソロでのCDリリース歴はある）が、ボイストレーニングを始めた所、高い評価を得ることが出来た。
■崎本大海
イメージカラーは青。
俳優。オーディションでは、幼少時からローラーブレードで遊んでいた実力を認められ、演技途中でメンバー内定となる。
『ヘキサゴン』のユニットとして他に、「フレンズ」にも参加。
■波田陽区
イメージカラーは黄。
ピン芸人。「暇そうだから」という理由で選ばれる。
『ヘキサゴン』のユニットとして他に、「エア(ヴィジュアル)バンド(feat.雄&直)」・「一発屋2008」・「(品川祐と)スベラーズ」・「波田原西」に参加。
■藤本敏史（FUJIWARA）
イメージカラーは緑。
お笑いコンビ「FUJIWARA」のツッコミ担当。
『ヘキサゴン』のユニットとして他に、「アラジン（バックダンサー）」・「里田まい with 合田兄妹/家族」に参加。
■原西孝幸（FUJIWARA）
イメージカラーはオレンジ。
お笑いコンビ「FUJIWARA」のボケ担当。
『ヘキサゴン』のユニットとして他に、「アラジン（バックダンサー）」・「矢口真里とストローハット」・「波田原西」に参加。
■小島よしお
イメージカラーは紫。
ピン芸人。『幸せになろう』では、南以外で初のソロ歌唱パートが与えられた。
ヘキサゴンのユニットとして他に「一発屋2008」・「スベラーズ」に参加。
■クリス松村
イメージカラーはピンク。
フィットネスインストラクター。
ヘキサゴンのユニットとして他に、「ラクダとカッパ」・「矢口真里とストローハット」に参加。

## 来歴
2008年（平成20年）
- 12月10日 - この日の放送でローラーブレードチームの結成を決定。当初は全員オーディションの予定だった。この日の放送で崎本は紳助からユニット結成を持ちかけられている。
- 12月17日 - 冒頭で紳助の推薦により、南の加入が決定。

2009年（平成21年）
- 1月2日 - この日の放送で、「南明奈とスーパーマイルドセブン」のユニット名が決定、発表となる。
- 2月4日 - 番組後半にオーディションの模様を放送し、メンバー決定。
- 2月18日 - リレークイズの冒頭でスタジオでのメンバー発表の際に紳助が「6月まで猛特訓」と話す。
- 4月17日 - ユニット名が「南明奈のスーパーマイルドセブン」に変更されたことが明らかになる[2]。
- 5月27日 - 番組内にて「I Believe 〜夢を叶える魔法の言葉〜」を初披露[3]。
- 6月14日 - NHK総合『MUSIC JAPAN』に出演。その際に紳助も「カシアス島田」名義でVTR出演[4]。
- 6月17日 - 里田まい with 合田家族との両A面のデビューシングル「I Belive 〜夢を叶える魔法の言葉〜/Don't leave me」をリリース。
- 6月24日 - 『ヘキサゴン』史上初、番組冒頭から曲披露。翌週も同様。
- 7月25日 - 『FNS26時間テレビ』内のコーナー「ひょうきんベストテン」に26時間テレビバージョンの衣装（後の布石）で崎本と松村[5]を除いた5人で出演し、歌唱した。その際、男性メンバー4人が途中で隠れ、その後渡辺正行とラサール石井の2人を加えてヘルメット&海パン一丁姿（本家「ひょうきんベストテン」にも登場したフラワーダンシングチームの姿）になって再度現れた[6]。
- 10月31日 - 国立代々木第一体育館で開催されたヘキサゴンファミリーコンサート2009に出演。

2010年（平成22年）
- 1月14日 - 3月に2ndシングルがリリースされることが明らかになる[7]。
- 3月10日 - 番組内にて「幸せになろう」を初披露。番組冒頭から曲披露。翌週も同様。
- 3月17日 - Paboと両A面の2ndシングル「幸せになろう/恋」をリリース。
- 12月11日 - 幕張メッセで開催されたヘキサゴンファミリーコンサート2010に出演。

2011年（平成23年）
- 8月23日 - 島田紳助が芸能界を引退。
- 9月28日 - 『ヘキサゴン』のサイトで『WE LOVE ♥ ヘキサゴン 2011』に新曲が収録されることが発表された。
- 11月26日 - 幕張メッセで開催された「ヘキサゴンファミリーコンサート2011」に出演。この日をもって、事実上解散。

## ディスコグラフィー

### シングル
1. I Believe 〜夢を叶える魔法の言葉〜/Don't leave me（2009年6月17日リリース）
里田まい with 合田家族との両A面シングル
2. 幸せになろう/恋（2010年3月17日リリース）
Paboとの両A面シングル

### アルバム
1. 「コハルビヨリ」
『WE LOVE ヘキサゴン 2011』に収録。

## 備考
「ローラーブレード」は固有名詞、ジャンルとしては「インラインスケート」であるが、協賛（利権）の関係上「ローラーブレードチーム」と謳っている。インラインスケートのブランドとしては、「K2」「FILA」「ROLLERBLADE」などが有名である。